# Govern de Romania
El Govern de Romania (Romanès: Guvernul României) forma la meitat de la branca executiva del govern de Romania (l'altra meitat sent l'oficina del President de Romania). El cap és el Primer ministre de Romania, i consisteix dels ministeris, diverses institucions i agències subordinades, i el 42 prefectures. La seu del Govern Romanès és al Palau Victoria a Bucarest.
El Govern és l'autoritat pública del poder executiu que funciona en base el vot de confiança concedit pel Parlament, assegurant la consecució de política domèstica i estrangera del país i que exercita el lideratge general d'administració pública. El Govern és fixat pel President de Romania en la base del vot de confiança concedida al Govern pel Parlament de Romania.

## Panorama

### Govern actual
El govern actual és dirigit per Viorica Dancila. Una membre del Partit Socialdemòcrata, va ser nomenat pel president de Romania, Klaus Iohannis, el 17 de gener de 2018 per esdevenir la pròxima Primera ministre de Romania. Ha accedit al càrrec després que el seu antecessor, Mihai Tudose, dimitís del seu càrrec per perdre el suport del seu partit.

### Investidura
El procediment d'invertir d'un nou Govern és iniciat pel President, qui designa un candidat a l'oficina del Primer ministre després de consultar al partit que té una majoria de seients dins del Parlament. Si no existeix tal majoria, el President consulta tots els partits que estan representats dins del Parlament. Una vegada nomenat, el candidat estableix una llista de membres i un programa de govern; això és s'ha de fer en 10 dies. L'interval de 10 dies no és una data límit estricta, representa el període considerat òptim per establir un Govern legal i competent. L'expiri d'aquest interval permet al President revocar el candidat i designar un de nou, encara que això no és obligatori.
Una vegada que el candidat ha format una llista i un programa, pot demanar el vot de confiança del Parlament. Si el parlament no aprova un candidat dins d'un període de 60 dies, el President obté el permís de dissoldre el parlament.

### Programa de govern
El Govern està organitzat i té les funcions d'acord amb la Constitució, es basa en el Programa de Govern aprovat pel Parlament. El Programa de Govern és un document polític-administratiu que hi ha el conjunt de principis, directrius i passos que el Govern pretén implementar durant el seu terme. Per aconseguir els objectius que estaven estipulats en el Programa de Govern, el Govern Romanès té les funcions de regular, administrar, representar i exercitar l'autoritat estatal.

### Estratègies, polítiques i programes
El Govern aprova les estratègies, les polítiques i els programes d'administració pública, aquests mètodes són per complir els objectius estipulats al Programa de Govern, així com mètodes per satisfer les competències de la institució com a autoritat pública dins del poder executiu, la seva funció és assegurar el funcionament equilibrat i desenvolupament del sistema econòmic i social nacional, juntament amb la seva connexió al sistema econòmic global i promoure els interessos nacionals de Romania.

### Funció
La funció del Govern és sancionada per la Constitució i per les lleis pertinents. El Govern exercita "el lideratge general de l'administració pública", elabora estratègies per implementar la plataforma de govern, exercita iniciatives legislatives, negocia tractats internacionals, representa l'estat Romanès tan internament i externament.